# Cappella Splendor Solis
Cappella Splendor Solis ist ein Ensemble für Alte Musik mit Schwerpunkt auf die Epoche des Manierismus aus Wien, das vokal mit Sopran, Altus und Bariton und instrumental mit einem Claviorganum besetzt ist und seit 2014 unter der Leitung von Josef Stolz existiert. 

## Name und Konzertstil
Schon der Name des Ensembles – eine Entlehnung aus dem alchemistischen Manuskript Splendor Solis – verweist auf eine Welt der Geheimnisse, die sich hinter der vorgetragenen Musik verbirgt. Daher sind die Konzerte der Cappella Splendor Solis nach dem Prinzip aufgebaut, dass durch die Musik ein Lichtstrahl auf die Welt hinter die Komposition geworfen wird. Zu jedem thematischen Block werden dem Publikum via Moderation versteckte Botschaften in der Melodie, gesellschaftliche Verstrickungen der Komponisten oder Librettisten, der Alltag der zeitgenössischen Zuhörerschaft etc. näher gebracht.
Durch die "brillante und beseelte Inszenierung" der Konzertprogramme wird "nicht nur für beste, hochklassige Unterhaltung gesorgt, sondern den (Konzert-)Besuchern so ganz nebenbei kurzweilig und ohne störenden Zeigefinger viel Musikwissen und zahlreiche Neuentdeckungen beschert".

## Auftritte
2016 trat Cappella Splendor Solis unter anderem im Rahmen der Festspiele Stockerau, des Sommerfestivals Claviersalon&friends in Bürgstadt sowie auf der Burg Gars sowie mit einem eigenen Konzertzyklus im Haus Wittgenstein auf. Weitere Konzerte fanden in der Kirche Sankt Salvator und in Kooperation mit der österreichischen Union der Soroptimist-Clubs statt. 2017 verlegte das Ensemble seinen Zyklus nach Sankt Salvator, wo 2015 und 2016 auch erste Toneinspielungen und Videoaufnahmen entstanden.

## Spezialisierung
Das Ensemble widmet sich der Wiederentdeckung der Musik zwischen 1550 und 1650. Neben bekannten und oft aufgeführten Namen wie Luca Marenzio, Claudio Monteverdi, Giovanni Pierluigi da Palestrina oder Orazio Vecchi stellt es gerne auch weniger bekannte bzw. selten aufgeführte Komponisten mit ihren mittlerweile fast vergessenen Werken in den Mittelpunkt und leistete hierbei zum Beispiel mit der Erstaufführung des Gesamtzyklus "Ignotae Deae" Op. 3 von Barbara Strozzi, des Musical Concerto von Bartholomeo Spighi da Prato und Kompositionen von Papst Leo X. bereits Pionierarbeit für welche mitunter korrumpierte bzw. nicht überlieferte Textfassungen mithilfe historisch plausibler Texte rekonstruiert werden.
Als heute weltweit einziges Ensemble musiziert es in der mitteltönigen 2/7 Stimmung von Gioseffo Zarlino begleitet von einem Claviorganum, mit Virginalaufsatz nach dem ältest erhaltenen Virginal Deutschlands (1588).
Im Sinne der authentischen Aufführungspraxis setzen die Sänger während der Aufführungen improvisierte Diminutionen ein, rekonstruieren halbszenische Frühformen des Musiktheaters und verwandeln so einen Kirchenraum in eine Opernbühne.